# 切佩拉雷市鎮
41°33′N 24°41′E / 41.550°N 24.683°E

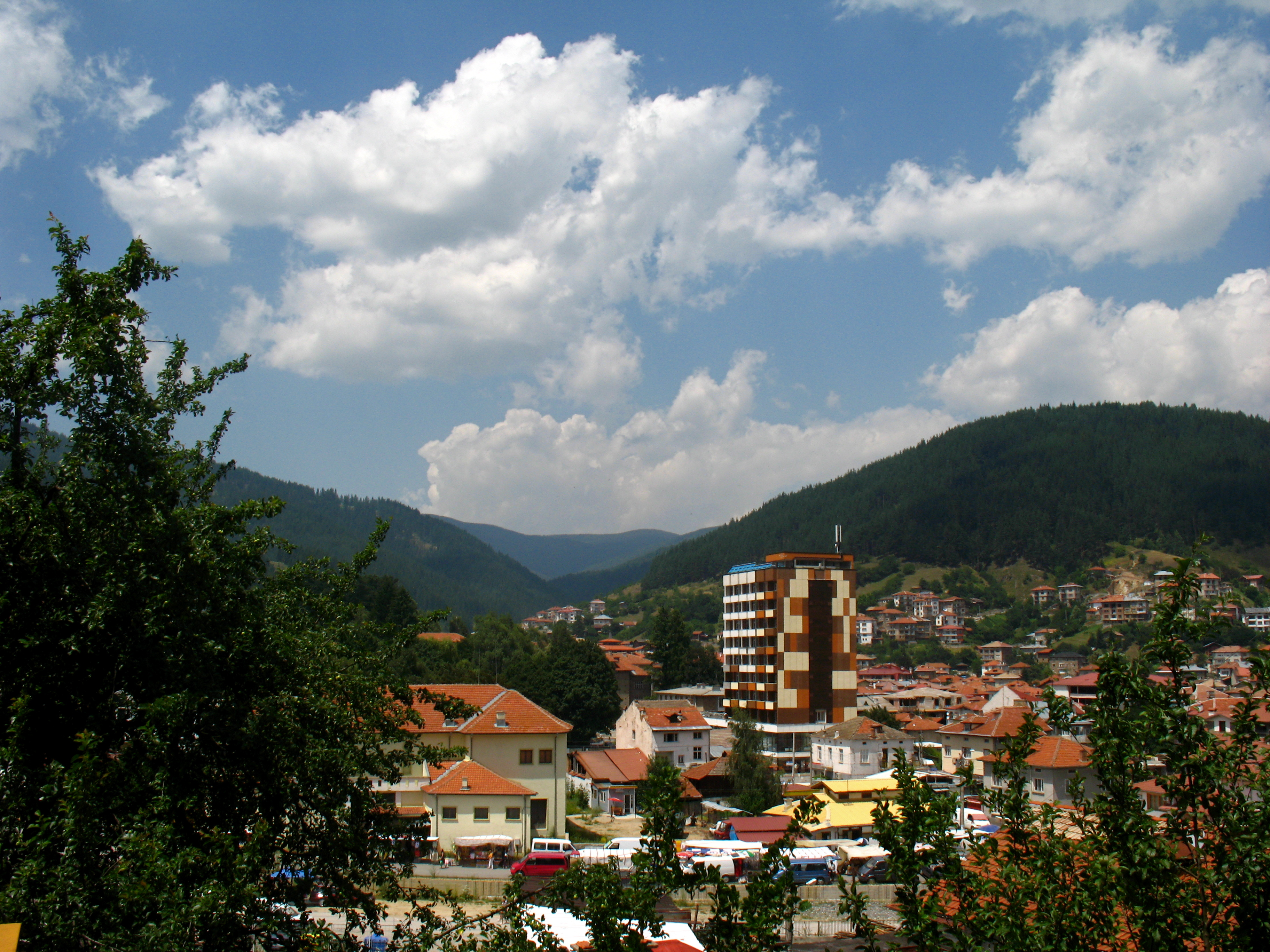

切佩拉雷市，是保加利亞的城鎮，位於該國南部，由斯莫梁州負責管轄，首府設於切佩拉雷，面積384平方公里，2010年人口7,907，人口密度每平方公里20.6人。